# Список людей на почтовых марках Абхазии

Список людей на почтовых марках Абхазии составлен в алфавитном порядке и описывает известных персон, которым посвящены отдельные почтовые марки Абхазии. Такие марки выпускаются преимущественно для коллекционеров.a В скобках указана дата выпуска почтовой марки. Список неполон, доведён до 1998 года.
- Агрба Р. М., абхазский актёр (21 ноября 1997)[1]
- Альбов Н. М., русский ботаник и путешественник (2 сентября 1996)[2]
- Аргун Мышъя (Михаил), долгожитель Абхазии (28 ноября 1997)[3]
- Ардзинба В. Г., первый президент Республики Абхазии (1 января 1997)[4]
- Рауф Орбай Ашхаруа, турецкий государственный деятель, премьер-министр Турции в 1922—1923 годах (30 июня 1997)[5]
- Басария С. П., учёный и педагог (18 декабря 1996)[6]
- Бебия Э. В., абхазский балетмейстер и хореограф (20 июня 1997)[7]
- Бубнова В. Д., русский художник (30 ноября 1995)[8]
- Вавилов Н. И., генетик (25 декабря 1997)[9]
- Воронов Н. И., учёный и литературный работник (30 ноября 1995)[8]
- Воронов Ю. Н., вице-премьер Абхазии, учёный (11 сентября 1996)[10]
- Гамгия В. В., абхазский художник, автор герба и флага Абхазия (24 марта 1998)[11]
- Гулиа Д. И., абхазский поэт (19 января 1994)[12]
- Дзидзария Г. А., политический деятель (12 июня 1995)[13]
- Мухлис Сабахаддин Езги (Muhlis Sabahaddin Ezgi), турецкий композитор (21 ноября 1997)[1]
- Инал-Ипа Ш. Д., абхазский историк и литературовед (20 сентября 1996)[14]
- Кобахия В. О., абхазский политический деятель (18 июня 1997)[15]
- Ковач К. В., композитор и пианист (8 декабря 1997)[16]
- Когония И. А., абхазский поэт (26 августа 1996)[17]
- Колаковский А. А., русский ботаник (22 декабря 1998)[18]
- Кортава Д. В., абхазский режиссёр (21 ноября 1997)[1]
- Мехмед Сабахаттин Куадсба, принц (30 июня 1997)[5]
- Лакербай К. А., корнет, герой Первой мировой войны (16 декабря 1996)[19]
- Лакоба В., кавалерист, участник Первой мировой войны (16 июня 1997)[20]
- Лакоба Н. А., советский партийный и государственный деятель (16 июня 1997)[20]
- Лопатин П. Ф., народоволец, учёный (29 декабря 1997)[21]
- Марр Н. Я., академик, лингвист (18 декабря 1996)[6]
- Мамдух Абаза Маршан, генерал-лейтенант, начальник генштаба ВВС Сирии (16 декабря 1996)[19]
- Наполеон, французский полководец и государственный деятель (9 января 1998)[22]
- Ольденбургский А. П., принц, основатель курорта Гагра (23 августа 1996)[23]
- Смецкой Н. Н., русский ботаник (30 ноября 1995)[8]
- Соловьёв Л. Н., русский этнограф и археолог (30 ноября 1995)[8]
- Осман Ферид-паша, османский военачальник (30 июня 1997)[5]
- Хайреддин-паша, османский государственный деятель, великий визирь Османской империи (30 июня 1997)[5]
- Харазия Х. Л., генерал-лейтенант (16 декабря 1996)[19]
- Хашба А. К., лингвист, абхазовед (8 декабря 1997)[16]
- Хашба И. М., абхазский этнограф (20 июня 1997)[24]
- Хетагуров К. Л., осетинский поэт, просветитель и художник (20 декабря 1996)[25]
- Чанба С. Я., абхазский писатель и государственный деятель (16 июня 1997)[20]
- Чачба-Шервашидзе Г. М., светлейший князь, сын последнего владетеля Абхазии (27 ноября 1997)[26]
- Шапковский Джидж (Николай), долгожитель Абхазии (28 ноября 1997)[3]
- Шхаплы З., убыхская писательница (18 декабря 1996)[6]
- Эшба Е. А., советский и абхазский государственный деятель (16 июня 1997)[20]

Некими лицами от имени абхазского почтового ведомства были также напечатаны спекулятивные марки:
- Джон Леннон, английский музыкант (1995)[27]b
- Гручо Маркс, американский комик (1995)[27]b

## Комментарии
1. ↑ Почтовые марки частично признанного государства Абхазии не признаны Всемирным почтовым союзом и могут использоваться для оплаты почтового сбора только на территории Абхазии[27].
2. ↑ Эти марки, выпущенные в виде сцепки (обыгрывающие Маркса-Ленина) не указаны в каталогах почтовых марок Абхазии и были напечатаны компаниями, якобы действующими от имени Абхазии[27].